# Bleach (sezonul 8)
Bleach Sezonul 8 – Arrancar: Lupta Feroce (2007-2008)
Episoadele din sezonul opt al seriei anime Bleach se bazează pe seria manga Bleach de Tite Kubo. Sezonul opt din Bleach, serie de anime, este regizat de Noriyuki Abe și produs de Studioul Pierrot și TV Tokyo și a început să fie difuzat pe data de 12 decembrie 2007 la TV Tokyo și s-a încheiat la data de 16 aprilie 2008.
Episoadele din sezonul opt al seriei anime Bleach fac referire la Ichigo Kurosaki și prietenii săi ce luptă contra Espada, cei mai puternici membri din armata fostului căpitan shinigami Sosuke Aizen, pentru a o salva pe Orihime Inoue.

## Lista episoadelor
| Nr. Ep. Original | Nr. Ep. Serie | Nr. Ep. Sezon | Titlu                                                        | Apariție          |
| ---------------- | ------------- | ------------- | ------------------------------------------------------------ | ----------------- |
| 152              | 152           | 1             | Ichigo revine! Acesta e bankaiul meu                         | 12 decembrie 2007 |
| 153              | 153           | 2             | Cercetarea diavolească! Planul lui Szayelaporro              | 19 decembrie 2007 |
| 154              | 154           | 3             | Rukia și Kaien, reuniunea tristă                             | 26 decembrie 2007 |
| 155              | 155           | 4             | Rukia contraatacă! Eliberarea unui kido al disperării        | 9 ianuarie 2008   |
| 156              | 156           | 5             | Ishida și Pesche, atacul unit al prieteniei                  | 16 ianuarie 2008  |
| 157              | 157           | 6             | Asul din mâneca lui Ishida, seele schneider                  | 23 ianuarie 2008  |
| 158              | 158           | 7             | Brațul drept al uriașului, brațul stâng al lui Diavol        | 30 ianuarie 2008  |
| 159              | 159           | 8             | Yasutora Sado moare! Lacrimile lui Orihime                   | 6 februarie 2008  |
| 160              | 160           | 9             | Testament, inima ta e chiar aici...                          | 13 februarie 2008 |
| 161              | 161           | 10            | Arrancarul crud, provocarea lui Ulquiorra                    | 20 februarie 2008 |
| 162              | 162           | 11            | Szayelaporro râde, capturarea lui Renji a reușit             | 27 februarie 2008 |
| 163              | 163           | 12            | Shinigami și quincy, lupta cu nebunia                        | 5 martie 2008     |
| 164              | 164           | 13            | Strategia lui Ishida, ofensiva și defensiva de 20 de secunde | 12 martie 2008    |
| 165              | 165           | 14            | Intenția de a ucide fierbe! Grimmjow cel extaziat            | 19 martie 2008    |
| 166              | 166           | 15            | Efort disperat vs. efort disperat! Hollowificarea lui Ichigo | 9 aprilie 2008    |
| 167              | 167           | 16            | Momentul concluziei, sfârșitul lui Grimmjow                  | 16 aprilie 2008   |